# حاجی‌آباد (گله‌دار)
حاجی‌آباد (گله‌دار) دهستانی از توابع بخش گله‌دار شهرستان مُهر در استان فارس ایران است. فاصلهٔ این روستا تا مرکز استان ۳۲۰کیلومتر است